# Госпіталь бойової підтримки (США)

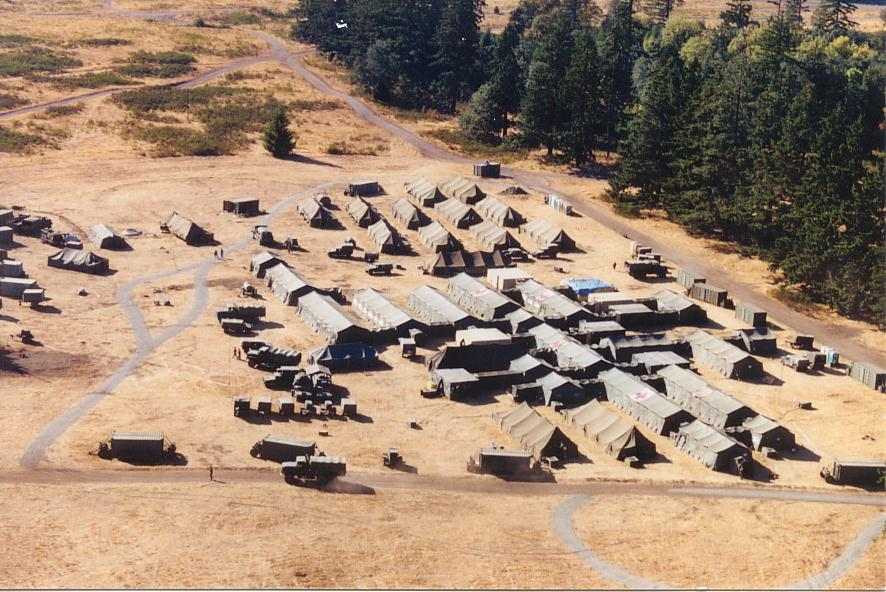
47-й Госпіталь бойової підтримки у Форт Льюїс, штат Вашингтон, близько 2000.

Госпіталь бойової підтримки (англ. Combat Support Hospital, скорочено англ. CSH, вимовляється англ. «cash») — це тип сучасного польового госпіталю Збройних сил США. CSH може транспортуватись літаками та вантажівками та звичайно доставляється до Території підтримки корпусу у стандартних військових розбірних контейнерах (MILVAN від англ. Military-Owned Demountable Container) для вантажу. Після транспортування він збирається персоналом у наметовий госпіталь для лікування пацієнтів. Залежно від середовища роботи (наприклад поле бою), у CSH також можуть лікувати цивільних та поранених солдатів противника. CSH є наступником  Мобільного армійського хірургічного госпіталю.

## Можливості
Розмір Госпіталю бойової підтримки не обмежений, оскільки намети можна з'єднати один з одним, він звичайно містить між 44 та 248 ліжок, переважно 44 ліжка (ATP 4.02-5 Casualty Care, May 2013). Для лікування пацієнтів у CSH є клімат-контроль, аптека, лабораторія, рентген-обладнання (часто є комп'ютерний томограф) та стоматологічне обладнання (ATP 4-02.5 Casualty Care, May 2013). Автономне енергопостачання за рахунок генераторів.
Великою експлуатаційною перевагою у використанні пристроїв DEPMEDS (від англ. DEPloyable MEDical Systems  - розбірні медичні системи) є використання одинарних чи подвійних  ISO-контейнерів/одиниць, що розширюються, для створення приміщень з жорсткими стінами, повітряними кондиціонерами для стерильних операційних та палат інтенсивної терапії. Завдяки цьому, можна навіть у суворому навколишньому середовищі досягнути хірургічних результатів, тотожних таким у стаціонарних госпіталях.

## Функція
Оскільки вони великі та їх відносно важко пересувати, Госпіталі бойової підтримки не є першою лінією військової медицини. Звичайно точками першого контакту медичної допомоги для поранених солдатів є медичний пункт батальйону (англ. Battalion Aid Station), Медичні батальйони передової підтримки та Передові хірургічні бригади.  Госпіталь бойової підтримки  звичайно отримує більшість пацієнтів гелікоптерами санітарної авіації та стабілізує цих пацієнтів для подальшого лікування у стаціонарних лікарнях. Ідеально, якщо CSH розміщено на «мості» між гелікоптерами санітарної авіації, що прибувають, та суднами повітряних сил, якими поранені відправляться далі.
Госпіталь бойової підтримки може забезпечити повне лікування для багатьох випадків. Теперішня медична доктрина не заохочує перебування поранених солдат у зоні військових дій, якщо вони не зможуть швидко повернутись у боєздатний стан. Це прагматичне рішення, оскільки наявні ресурси швидко їх забирати на батьківщину. Військові літаки безперервно літають у театр операцій, навантажені обладнанням та продовольством, але часто мало завантажені при поверненні. З огляду на, що адекватний «повітряний міст», як правило, присутній, легко евакуювати поранений в найкоротші терміни. З цієї причини ліжковий фонд Госпіталю бойової підтримки  не сильно застосовується, як у попередніх конфліктах. 
До CSH звичайно додається Сухопутна санітарно-транспортна рота (англ. Ground Ambulance Company). Ця рота складається з близько 4 чот сухопутних санітарних транспортних засобів під керівництвом офіцера корпусу медичної служби (англ. Medical Service Corps).  Сухопутна санітарно-транспортна рота у співпраці з наявним повітряним санітарним транспортом (MEDEVAC) відповідають за переміщення хворих та поранених з медичного пункту батальйону та інших розміщених попереду місць до CSH, а також у співпраці з ВПС за евакуацію через встановлений лікувальних ланцюг, що для серйозно хворих та поранених в кінцевому рахунку веде в шпиталі континентальної частини США.
Госпіталь бойової підтримки більший за свого попередника, Мобільний армійський хірургічний госпіталь. Ним керує полковник, а не підполковник.
Повністю укомплектований CSH налічує понад 600 осіб персоналу та 248 ліжок. Модульна структура організації дозволяє для часткове розгортання, і повний підрозділ не часто розгортається (ATP 4.02-5 Casualty Care, May 2013).

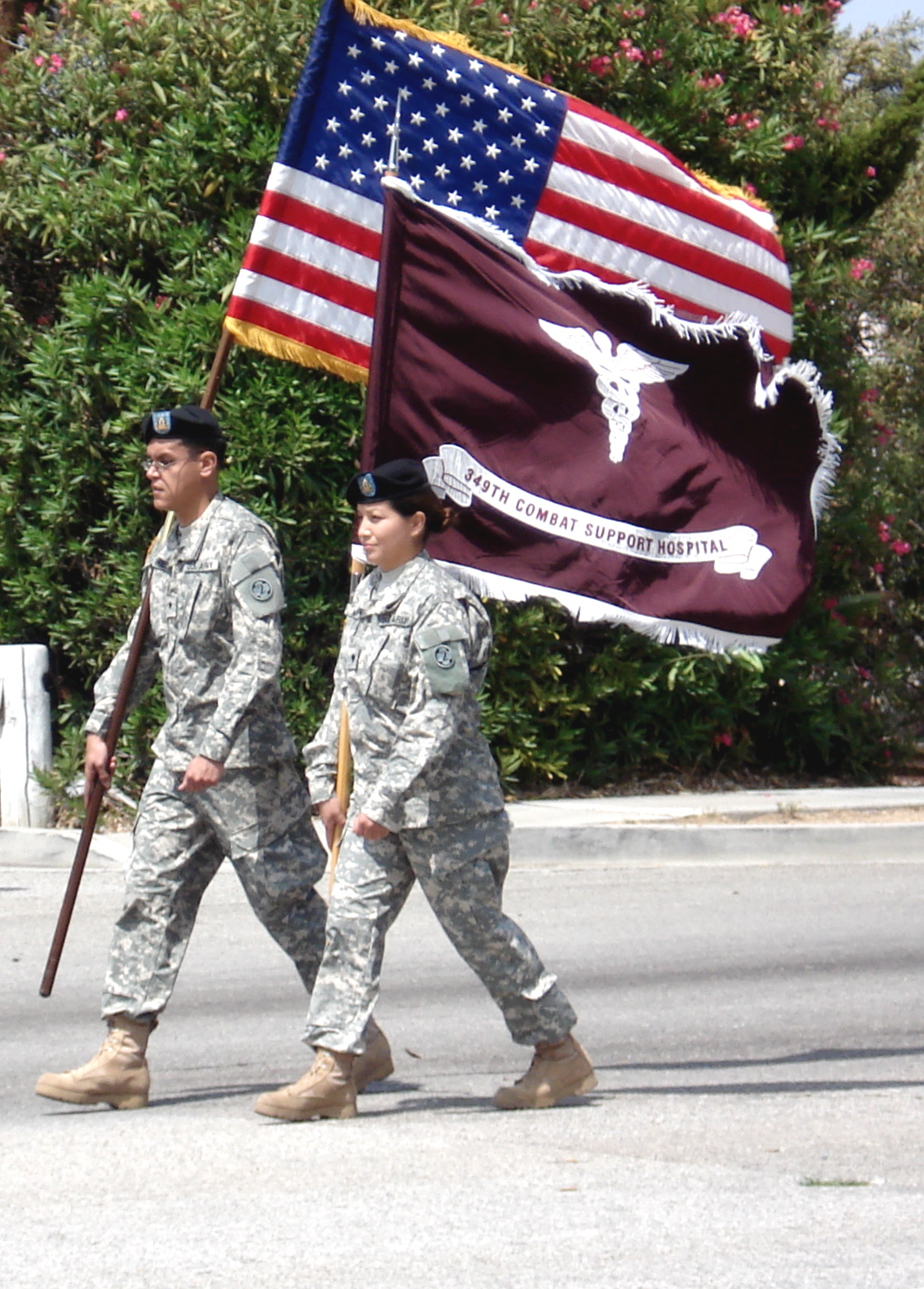
Підрозділ 349-го Госпіталю бойової підтримки марширує у Торренсі на параді у День збройних сил США.

## Історія та минулі конфігурації
У 1973 та 1974, 28-й Хірургічний госпіталь MASH допоміг впровадженню нового дизайну для операційних та палат пацієнтів — раніше застосовувались тканинні намети. Відтоді всі інші конфігурації армійських пересувних госпіталів були інактивовані чи їх конфігурацію було змінено до такою у CSH. Останнім конвертували 212 Мобільний армійський хірургічний госпіталь.
У 1978 році  28-й Госпіталь бойової підтримки (28th CSH) було створено у  Форт Брегг, штат Північна Кароліна, як частину 44-ї медичної бригади  як MUST (англ. Medical Unit Self Contained Transportable) госпіталь. MUST був попередником теперішнього дизайну DEPMEDS. Він містив усі необхідні функції для забезпечення лікування на 250 ліжок, включаючи 2 відділення інтенсивної терапії, 8 медичних палат, палату невідкладної допомоги, 4 операційних, ортопедичну кімнату, лабораторію, рентген-приміщення та аптеку. Він складався з жорстких контейнерів, у яких містились операційні, лабораторія, рентген-приміщення та аптеку. Для забезпечення ізольованих площ для місць лікування пацієнтів використовувалось двохстінне надувне укриття.  Для забезпечення роботи ці надувні елементи потребували силової системи під назвою Utility Pack (також відомої як U-Pack або силова станція). Utility Pack (Power Plant, Utility, Gas Turbine Engine Driven — Libby Welding Co. Model LPU-71, Airesearch Model PPU85-5, AmerTech Co. Model APP-1, or Hollingswor-й Model JHTWX10/96), що отримував живлення від турбінного двигуна з центрифужним потоком газу (англ. centrifugal flow gas turbine engine), забезпечував електроенергією (60 Hz AC, 400 Hz AC, та 24vdc), теплом, кондиціонуванням повітря, стисненим повітрям, вакуумом, теплою/холодною водою. 250-ліжковий госпіталь потребував 8 U-Packs. Кожен з них споживав 30 галонів (близько 113 літрів) авіаційного палива на годину. Після кількох років використання надувних елементів від них відмовились у середині 1980-х, в основному через їх вагу та кількість палива, яке потрібно лише для утримання наметів від здування.

## Перелік активних госпіталів
- 10-й Госпіталь бойової підтримки (Fort Carson, Колорадо)
- 14-й Госпіталь бойової підтримки (Форт Беннінг, Джорджія)
- 21-й Госпіталь бойової підтримки (Форт Гуд, Техас)
- 28-й Госпіталь бойової підтримки (Форт Брегг, Північна Кароліна)
- 31-й Госпіталь бойової підтримки (Fort Bliss, Texas)
- 47-й Госпіталь бойової підтримки (Форт Льюїс, Вашингтон)
- 86-й Госпіталь бойової підтримки (Форт Кемпбелл, Кентуккі)
- 115-й Госпіталь бойової підтримки (Форт Полк, Луїзіана)

Резерви / Національна гвардія
- 48-й Госпіталь бойової підтримки (Fort George G. Meade, Меріленд)
- 228-й Госпіталь бойової підтримки (Форт Сем Х'юстон, Техас)
- 256-й Госпіталь бойової підтримки (Blacklick, Огайо)
- 75-й Госпіталь бойової підтримки (Таскалуса, Алабама)
- 325-й Госпіталь бойової підтримки (Індепенденс, Міссурі)

- 328-й Госпіталь бойової підтримки (Fort Douglas, Utah)

- 349-й Госпіталь бойової підтримки (Белл, Каліфорнія)
- 345-й Госпіталь бойової підтримки (Джексонвілл, Флорида)
- 352-й Госпіталь бойової підтримки (Camp Parks, California
- 396-й Госпіталь бойової підтримки (Ванкувер, Вашингтон)
- 399-й Госпіталь бойової підтримки (Fort Devens, Massachusetts)
- 405-й Госпіталь бойової підтримки (Вустер, Массачусетс)
- 452-й Госпіталь бойової підтримки (Мілвокі, Вісконсин)
- 801-й Госпіталь бойової підтримки (Форт-Шерідан, Iллінойс)
- 865-й Госпіталь бойової підтримки (Ютіка, Нью-Йорк)

На інших континентах
- 121-й Госпіталь бойової підтримки (Yongsan Garrison, Seoul, Sou-й Korea)
- 212-й Госпіталь бойової підтримки (Bruchmühlbach-Miesau, Germany)

## Перелік колишніх госпіталів
- 41-й Госпіталь бойової підтримки (Форт Сем Х'юстон, Texac)[4]
- 67-й Госпіталь бойової підтримки (Німеччина)
- 46-й Госпіталь бойової підтримки (Форт Девенс, Массачусетс)

Резерв
- 114-й Госпіталь бойової підтримки (Міннеаполіс, Міннесота)
- 377-й Госпіталь бойової підтримки (Чаттануґа, Тенессі)
- 339-й Госпіталь бойової підтримки (Кораополіс, Пенсільванія)
- 369-й Госпіталь бойової підтримки (Сан-Хуан, Пуерто-Рико)
- 344-й Госпіталь бойової підтримки (Форт Тоттен, Нью-Йорк, переведений Форт Дікс, New Jersey)